# Самозарядна гвинтівка

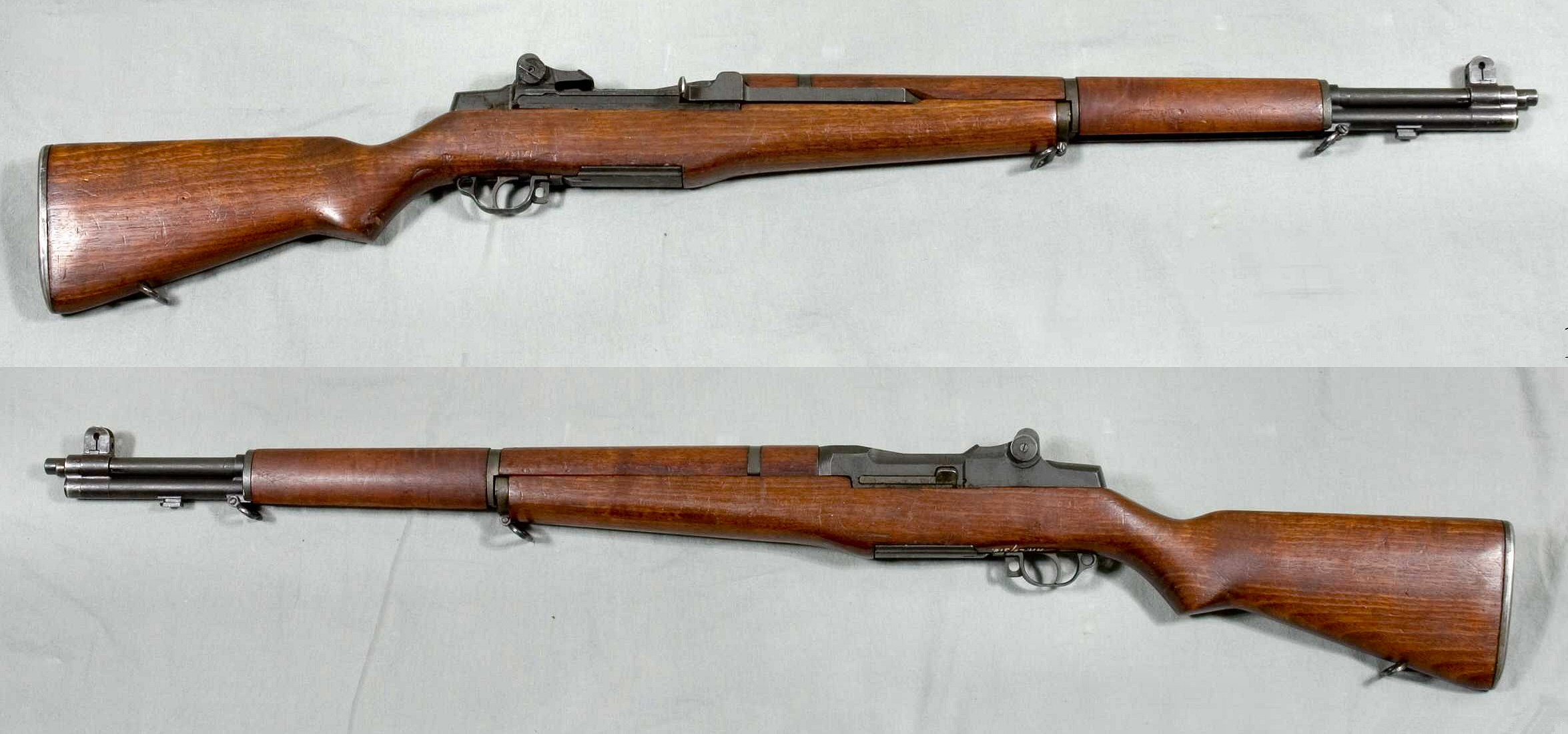
M1 Garand, створена Джоном Гарандом у 1936 для збройних сил США.

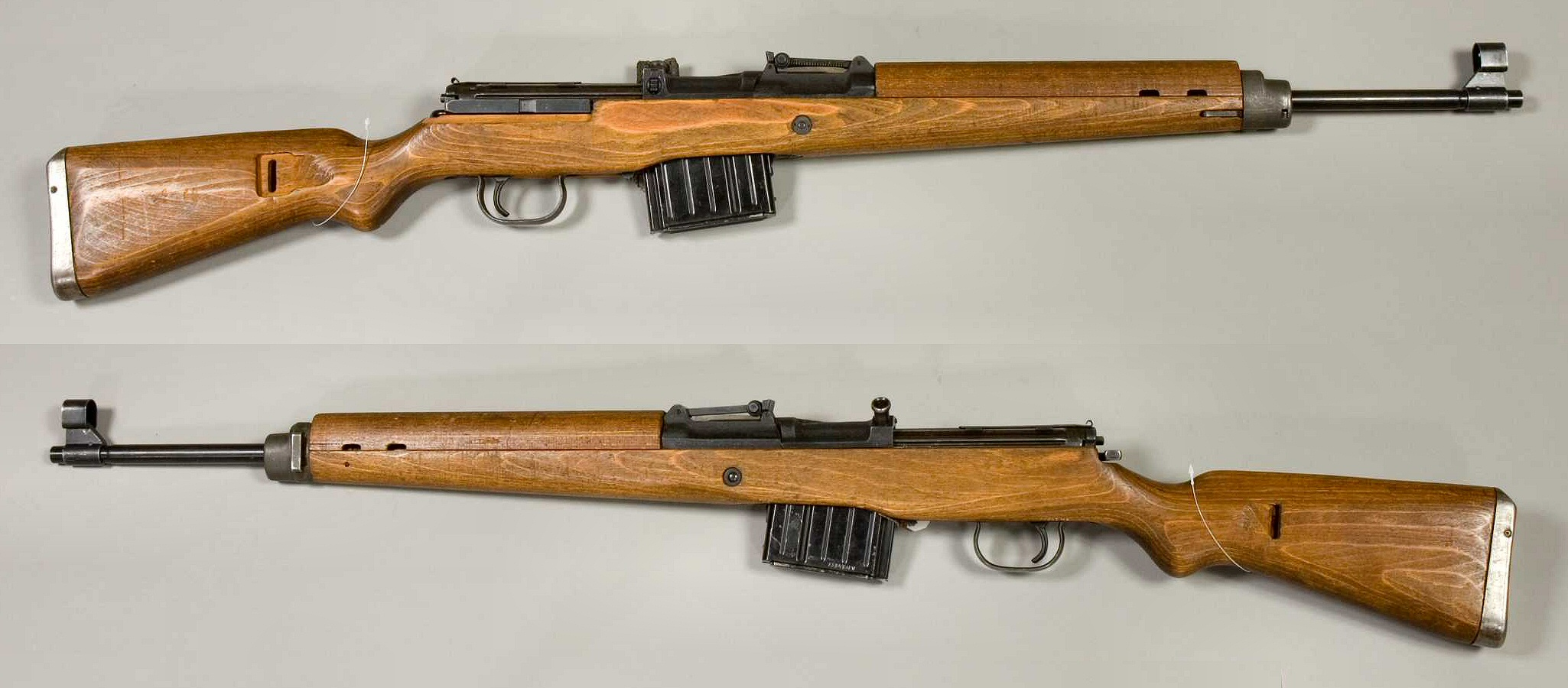
Gewehr 43, Німеччина. Калібр 7,92×57 мм (8×57 мм IS). З колекції шведського музею Зброї, Стокгольм, Швеція.

Самозарядні гвинтівки є різновидом самозарядної зброї, яка може вистрілити лише один набій при кожному натисканні спускового гачка.

## Робота автоматики
Самозарядні гвинтівки використовують відведення газів, ствол, який рухається вперед, вільний затвор або енергію віддачі для екстракції гільзи після того, як куля покидає ствол, та для досилання нового патрона з магазина. Після цього гвинтівка готова до пострілу, для якого достатньо відпустити і натиснути знову на спусковий гачок.
Самозарядна конструкція стала наступним кроком у розвитку звичайної гвинтівки, де для виконання наступного пострілу потрібна була ручна перезарядка, наприклад у гвинтівках із ковзним затвором або магазинних гвинтівках. Можливість автоматичного заряджання зброї дозволила збільшити швидкострільність зброї.
Такі гвинтівки інколи називають напівавтоматичними або автозарядними. Їх доволі часто плутають із автоматичними гвинтівками або пістолетами-кулеметами. Самозарядні гвинтівки стали найреволюційнішою конструкцією в історії зброї. Досить навести один приклад: самозарядна зброя дала США велику перевагу у Другій світовій війні, тому що самозарядна гвинтівка M1 Garand була майже в усіх солдат, а основною зброєю солдатів країн Осі були гвинтівки з ковзним затвором, самозарядних гвинтівок в них було мало. Самозарядні гвинтівки були різних конструкцій. Заряджання таких гвинтівок патронами могло здійснюватись обоймами або з внутрішнього магазина, змінного магазина або з комбінації пласкої обойми та внутрішнього магазина.

## Рання історія (1885—1945)

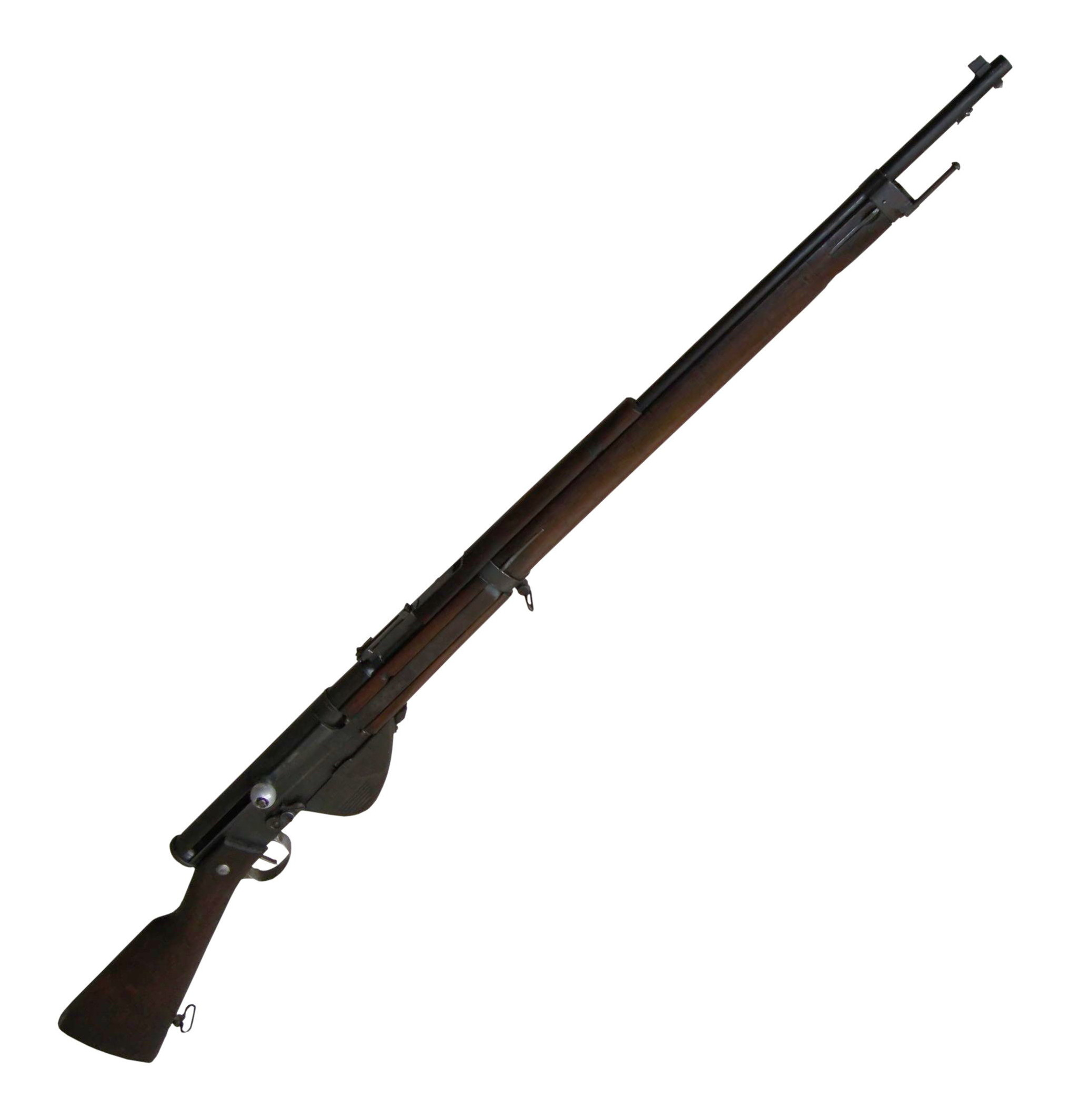
Fusil Automatique Modele 1917 була першою самозарядною гвинтівкою, яку широко використовували у піхоті багатьох країн світу.

Перша конструкція самозарядної гвинтівки належить зброяру німецького походження Фердинанду Ріттеру фон Манліхеру, який представив проект у 1885 році. За його Моделлю 85 з'явилися нові самозарядні гвинтівки Манліхера Моделі 91, 93 та 95. Манліхер був також відомий створенням гвинтівок із ковзними затворами; він створив кілька самозарядних пістолетів, зокрема Steyr Mannlicher M1894, який мав незвичну конструкцію: коли ствол рухався вперед, то магазин на 5 набоїв (калібру 6,5 мм) заряджався за допомогою з'ємної обойми.

### Самозарядний дробовик

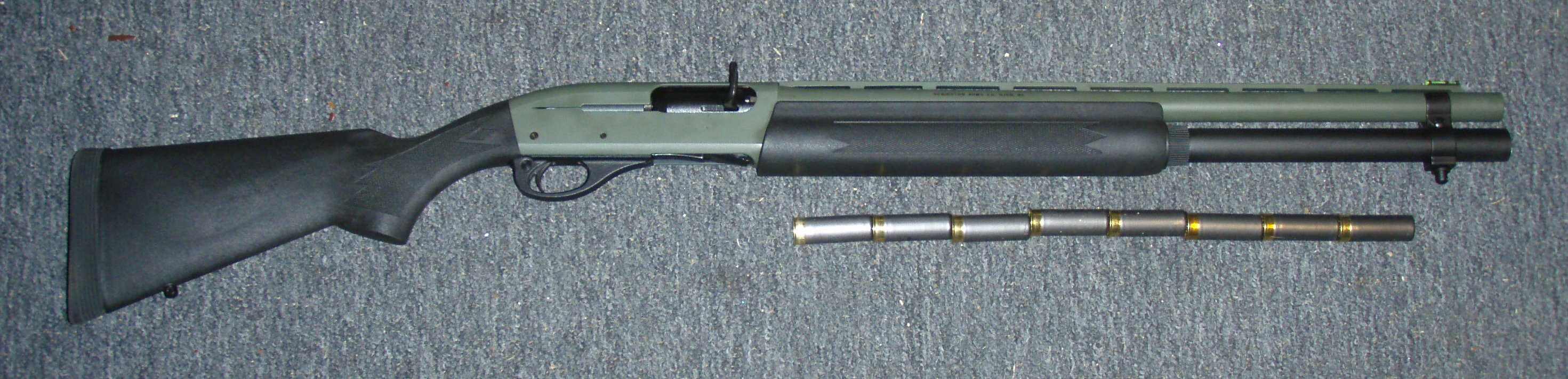
Тактичний дробовик Remington 1100 12 калібру — приклад самозарядного дробовика

Через кілька років американський зброяр Джон Мозес Браунінг створив перший самозарядний дробовик, Browning Auto-5, який було зібрано у 1902 на Fabrique Nationale de Herstal. Дія автоматики Auto-5 полягає у віддачі ствола; ця конструкція домінувала серед самозарядних дробовиків близько 50 років. Виробництво Auto-5 було припинено у 1999.

### Самозарядна автоматика з вільним затвором
У 1903 та 1905 Winchester Repeating Arms Company представила перші самозарядні гвинтівки під набої кільцевого та центрального запалення, які були розроблено для цивільного ринку. Winchester Model 1903 та Winchester Model 1905 працюють за рахунок віддачі вільного затвора. Розроблена цілковито Т. С. Джонсоном, Модель 1903 була дуже успішною і перебувала на виробництві до 1932, коли її заступила гвинтівка Winchester Model 63.
На початку 20-го століття декілька виробників представили самозарядні спортивні гвинтівки калібру .22, зокрема Winchester, Remington, Fabrique Nationale та Savage Arms, усі з використанням вільного затвора. Winchester представив самозарядну спортивну гвинтівку середнього калібру, Model 1907, як покращення гвинтівки Model 1905, використовуючи систему з вільним затвором, під калібр .351 Winchester. Обидві Моделі 1905 та 1907 у малій кількості використовували у військах та поліції.

### Відомі ранні самозарядні гвинтівки
У 1906 Remington Arms представила гвинтівку «Remington Auto-loading Repeating Rifle». Remington рекламував цю гвинтівку, яка отримала назву «Model 8» у 1911, як спортивну. Це була гвинтівка із закритим затвором, віддачею ствола, яка була створена Джоном Браунінгом. Гвинтівку пропонували під набої калібрів .25, .30, .32 та .35. Вона набула популярності серед цивільних, а також деяких співробітників правоохоронних органів, які гідно оцінили поєднання самозарядної дії та потужного гвинтівкового набою. Модель 81 витіснила Модель 8 у 1936 і пропонувалася під набій калібру .300 Savage, а також під оригінальні калібри Remington.
Першою військовою самозарядною гвинтівкою стала французька Fusil Automatique Modele 1917. Автоматика працювала завдяки газовідведенню закритого затвора і за принципом роботи була схожа на майбутню американську гвинтівку M1 Garand. Гвинтівка M1917 з'явилася наприкінці Першої світової війни, але була прийнята прохолодно. Її коротша і покращена версія, Model 1918, широко використовувалася під час іспано-франко-марокканської війни з 1920 по 1926. До 1936 року основною гвинтівкою французької армії залишалася гвинтівка Лебеля М1886 із ковзним затвором і її заступила гвинтівка MAS-36, попри те, що в період з 1918 по 1935 було створено велику кількість самозарядних гвинтівок.
У Великій Британії у міжвоєнний період тривали експерименти зі створення самозарядної гвинтівки для заміни старої гвинтівки Lee–Enfield, з ручним заряджанням, під патрон меншого калібру, але через початок Другої світової війни ці роботи довелося відкласти. Натомість акцент було пересунуто на переоснащення армії існуючою зброєю. У Німеччині та Радянському Союзі випускали велику кількість самозарядних гвинтівок, але все-таки недостатню для заміни стандартних гвинтівок

### Відомі самозарядні гвинтівки з відведенням порохових газів

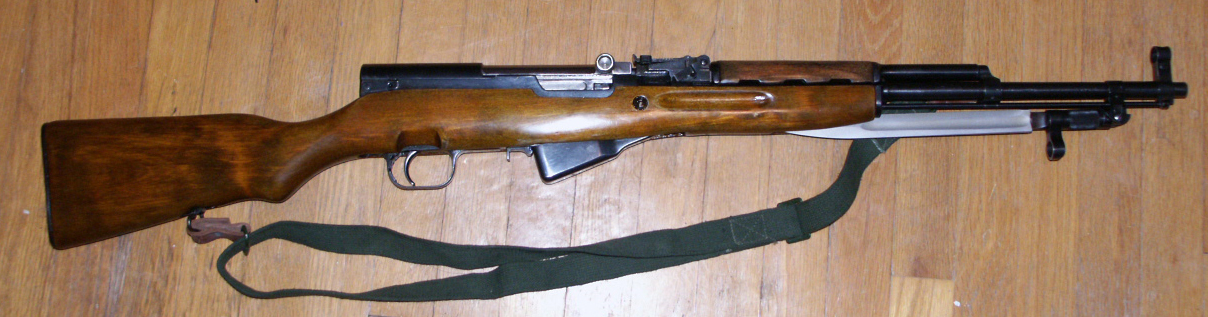
Радянський самозарядний карабін Симонова

У 1937 американська гвинтівка M1 Garand стала першою самозарядною гвинтівкою, яка повністю заступила стандартну гвинтівку у збройних силах. Гвинтівка M1 Garand працювала завдяки відведенню газів і була створена канадійцем Джоном Гарандом для американського уряду на Спрингфілдському арсеналі у Спрингфілді, Массачусетс. Після років досліджень та випробувань виробництво M1 Garand було розпочато у 1937. Під час Другої світової війни гвинтівка M1 Garand дала перевагу американським піхотинцям над ворогом, який зазвичай використовував стандартні гвинтівки.
Радянські гвинтівки АВС-36, СВТ-36 та СВТ-40, а також німецька Gewehr 43, були самозарядними гвинтівками з газовідведенням; незначну їх кількість було вироблено під час Другої світової війни. Але вони не змогли заступити стандартні піхотні гвинтівки.
Іншою самозарядною гвинтівкою, яка з'явилася після закінчення війни, став самозарядний карабін Симонова. Створений С. Г. Симоновим у 1945, він мав незнімний багнет і магазин на 10 набоїв. СКС-45 було швидко витіснено автоматом АК-47. Він став першою зброєю, яка широко використовувала набій 7,62×39 мм.

## Типи
Існують самозарядні пістолети, гвинтівки та дробовики. Зброя з перемикачем вогню може вести автоматичний і самозарядний вогонь. Гвинтівка M14, яку випускали у Спрингфілдському арсеналі у Спрингфілді, Массачусетс, була військовою зброєю армії США з перемикачем вогню протягом 11 років (1957—1968).
Самозарядною називають зброю, яка використовує енергію віддачі або працює завдяки відведенню порохових газів і заряджає новий набій у камору для наступного пострілу; така зброя дозволяє здійснювати постріли просто відпусканням та повторним натисканням на спусковий гачок. Револьвер подвійної дії також потребує лише натискання на спусковий гачок для пострілу, але не є самозарядним, тому що для повороту використовується фізична сила стрільця, який обертає барабан натисканням на спусковий гачок, а не енергією пострілу.

## Популярні екземпляри
- Madsen-Rasmussen rifle[4][5][6][7][8]
- Mannlicher 1885 Semiauto Rifle[9]
- Mannlicher 1905 Experimental Self-Loading Rifle[10]
- Гвинтівка Мондрагона[8][11]
- Mauser M1916
- “Ross” Semiauto Prototype Rifle[12]
- Farquhar-Hill rifle[13]
- M1922 Bang rifle[14]
- General Liu rifle[15][16][17][18][19][20][21][22][23][24][25]
- M1 Garand
- Самозарядний карабін Симонова
- Gewehr 43
- СВТ-40
- Charlton Automatic Rifle[26]
- Steyr M1888/90 Semiauto Conversion[27]
- Ag m/42
- AR-15
- M1 Carbine
- Springfield Armory M1A
- M1941 Johnson rifle
- Gewehr 41
- vz. 52 rifle
- MAS-49 rifle
- FN Model 1949
- AR-10
- Ruger 10/22
- Marlin Model 60
- Remington Model 7400